# Ponikve, Tolmin
Ponikve so naselje v Občini Tolmin.